# فولفغانغ إم. شميت
فولفغانغ إم. شميت (بالألمانية: Wolfgang Schmidt)‏ (و. 1933  م) هو رياضياتي، وأستاذ جامعي نمساوي، ولد في فيينا، هو عضوٌ في الأكاديمية النمساوية للعلوم، والأكاديمية الأمريكية للفنون والعلوم، ومجتمع الرياضيات الأمريكي، والأكاديمية البولندية للعلوم.

## التعليم
تعلم في جامعة فيينا
.

## جوائز
حصل على جوائز منها:
- الوسام النمساوي للعلوم والفنون  [لغات أخرى]‏ (2003)
- honorary doctorate from the University of Waterloo ‏
- زميل الجمعية الأمريكية للرياضيات
- جائزة كول في نظرية الأعداد  [لغات أخرى]‏
- زمالة غوغنهايم